# أوليفر جون
أوليفر جون (بالإنجليزية: Oliver John)‏ هو عالم نفس أمريكي، ولد في 9 فبراير 1959.